# Listă de boli infecțioase
Bolile infecțioase (bolile contagioase, boli transmisibile) sunt provocate de agenți infecțioși, transmisibili, care pot fi microbi, virusuri, paraziți mono- sau pluricelulari sau fracțiuni proteice (peptide).

## Lista bolilor infecțioase frecvente
| Boala                              | Agent etiologic                                                            | Cale de transmitere                                                                    | Perioada de incubație                                            |
| ---------------------------------- | -------------------------------------------------------------------------- | -------------------------------------------------------------------------------------- | ---------------------------------------------------------------- |
| Antrax                             | Bacterie - Bacillus anthracis                                              | obiecte, pășuni, cadavre infectate                                                     | 2–7 zile                                                         |
| Boala Lyme (Borrelioza)            | Bacterie - Borrelia Burgdorferi                                            | căpușă                                                                                 | infecție imediată, sistemică - v. Boala Lyme sau Lyme Borrelioza |
| Bruceloză                          | Bacterie - Brucelle                                                        | animale domestice                                                                      | 2 săptămâni                                                      |
| COVID-19                           | Virus - SARS-CoV-2                                                         | aerosoli, contact                                                                      | 7-14 zile                                                        |
| Difterie                           | Bacterie - Corynebacterium diphtheriae                                     | aerosoli (picături) tuse, contact, haine                                               | 1–7 zile                                                         |
| Dizenterie                         | Bacterii - genul Shigella                                                  | contact, alimente, muște                                                               | 1–8 zile                                                         |
| Dizenterie amoebiană               | Paraziți - Entamoeba histolytica                                           | contact, avort, alimente, muște                                                        | 1–8 zile                                                         |
| Eritem infecțios                   | Virus - Virus Parvovirus B 19                                              | contact și aerosoli                                                                    | 6–14 zile                                                        |
| Febra tifoidă                      | Bacterie - Salmonella typhi                                                | alimente contaminate, în special congelate, apă                                        | 16 ore - 3 zile                                                  |
| Giardioză (sin. Lambliază)         | Paraziți - Giardia lamblia                                                 | apă infestată în special apa de suprafață                                              | 1-3 săptămâni                                                    |
| Gonoree (Blenoragie)               | Bacterie - Neisseria gonorrhoeae                                           | contact, mai ales contact sexual                                                       | 2–7 zile                                                         |
| Erizipel                           | Bacterie - Streptococi                                                     | contact                                                                                | 7–14 zile                                                        |
| Gripă, Viroză respiratorie         | Viruși - diferite virusuri gripale                                         | aerosoli                                                                               | 1–2 zile                                                         |
| Hepatită A, B, C                   | Viruși hepatitici: tip A, B, C                                             | A - alimente nespălate,mâini murdare; B,C - sânge, contact sexual                      | A: 2-5 săptămâni; B: 60-180 zile; C: 2-24 săptămâni              |
| Holeră                             | Bacterie - Vibrioni holerici                                               | apă infestată (vara - în special Delta Dunării)                                        | 2-5 zile                                                         |
| Leptospiroză                       | Bacterie Spirochete                                                        | secreții, excreții, șobolani, ape stătătoare                                           | 7–14 zile                                                        |
| Ascaridioză                        | Paraziți - digestiv - Ascaris limbricoides                                 | animal- om -animal -> mâini, alimente nespălate                                        | ~ 65 zile                                                        |
| Parotidită epidemică, Oreion       | Virus - Paramyxovirus parotitis                                            | aerosoli                                                                               | 15–23 zile                                                       |
| Poliomielită (paralizie infantilă) | Virus - Poliovirusuri                                                      | obiecte murdărite cu fecale                                                            | 6–20 zile                                                        |
| Pojar, Rujeolă                     | Virus - Paramixoviruși ARN helicoidali Morbillivirus                       | aerosoli                                                                               | 14-21 zile                                                       |
| Febră paratifoidă                  | Bacterie - Salmonella paratyphi                                            | contact, apă, avort, muște, alimente                                                   | aprox. 14 zile                                                   |
| Pediculoză (Păduchi)               | Ectoparaziți - Pediculus humanus var capitis, corporis, pubis (inghinalis) | de regulă prin transfer direct                                                         | imediat                                                          |
| Scabie (râie)                      | Ectoparaziți - Sarcoptes scabiae                                           | contact direct de la om la om; obiecte, lenjerie infestate în primele ore după contact | câteva ore                                                       |
| Șancru moale                       | Bacterie - Haemophilus ducreyi                                             | contact, mai ales contact sexual                                                       | 2–7 zile                                                         |
| Scarlatină                         | Bacterie - Streptococci                                                    | aerosoli, obiecte infectate                                                            | 2–7 zile                                                         |
| SIDA (AIDS)                        | Virus - HIV                                                                | sânge, contact sexual                                                                  | cca 4–15 ani                                                     |
| Sifilis                            | Bacterie - Treponema pallidum                                              | contact, mai ales contact sexual                                                       | 21 zile                                                          |
| Tricomoniază                       | Paraziți - Trichomonas vaginalis                                           | de regulă contact sexual, mai rar obiecte infectate cu secreții                        | câteva ore                                                       |
| Tuberculoză                        | Bacilul Koch                                                               | pe cale aeriana a unui organism tarat, boala săracilor                                 | 2 săptămâni - 2 luni                                             |
| Variolă                            | Virus - Orthopoxvirusuri                                                   | declarată eradicată de OMS în 1980 aerosoli, contact                                   | 7–17 zile                                                        |
| Enteroviroză                       | virusuri digestive diferite                                                | contact direct, obiecte și alimente nespălate infectate                                | 2- 24 ore                                                        |
| Oxiurază, (viermișori)             | Paraziți intestinali - Enterobius vermicularis                             | om - mâini- alimente nespălate, cronică prin reinfestare                               | câteva ore                                                       |
| Vărsat de vânt, Varicelă           | Virus - Varicella Zoster                                                   | aerian și contact                                                                      | 21 zile                                                          |
| Zona zoster                        | Virus - Varicella Zoster                                                   | contact                                                                                | 21 zile sau recidiva Varicelei prin scăderea imunității          |